# Oxytheca dendroidea
Oxytheca dendroidea là một loài thực vật có hoa trong họ Rau răm. Loài này được Nutt. mô tả khoa học đầu tiên năm 1848.